# Švédská monarchie
Švédská monarchie (švédsky: Sveriges monarki) je monarchický systém, který hlavou státu Švédska činí dědičného panovníka zvaného švédský král. Král je limitován ústavou, monarchie je tedy konstituční. Úřadujícím králem je od 15. září 1973 Karel XVI. Gustav z dynastie Bernadottů.

## Pozice v organizační struktuře
Švédsko je parlamentní monarchie. Výkonnou moc v zemi neprovádí král, jenž má omezené pravomoci. Legislativa, rozpočtové právo a kontrola vlády a administrativy leží spíše na parlamentu - Rigsdagu, výkonná moc na vládě, správních a místních úřadech a soudnictví na soudech.

Postavení krále v ústavní organizační struktuře je upraveno především v hlavním zákonu o organizaci státu Regeringsformen z roku 1974. Příslušná ustanovení jsou tato:
Kapitola 1 – Základy organizace státu
§ 5
Monarchická forma vlády, nástupnictví na trůn
Král, resp. královna, usednuvší na švédský trůn podle dědického práva, je hlavou státu království. Je-li hlavou státu královna, platí pro ni ustanovení článku Ústavy o králi.
Kapitola 5 – Hlava státu
§ 1
Vztahy s vládou
Hlavu státu informuje předseda vlády o záležitostech státu. V případě potřeby se vláda schází v Radě, které předsedá hlava státu.
§ 2
Úřední požadavky, neslučitelnost, zahraničí cesty 
Hlava státu musí být švédským občanem a musí mu být alespoň osmnáct let. Nesmí být zároveň ministrem nebo předsedou Říšského sněmu nebo poslancem státního sněmu. Hlava státu se musí o cestě do zahraničí předem poradit s premiérem země.
§ 3
Zastoupení dočasným říšským správcem 
Nemůže-li král plnit své povinnosti kvůli nemoci, z důvodu nepřítomnosti (při cestě do zahraničí nebo z jiných důvodů), přebírá jeho povinnosti člen královské rodiny podle platného nástupnictví na trůn, který je schopen výkonu moci a zastupuje krále jako dočasný regent.
§ 4
Regent v případě uprázdnění trůnu či nezletilosti následníka trůnu
Vyhasne-li panovnický rod, jmenuje Riksdag regenta, který až do odvolání přebírá povinnosti hlavy státu. Riksdag zároveň jmenuje zástupce regenta.Totéž platí, pokud král zemře nebo abdikuje a dědic trůnu je mladší osmnácti let.
§ 5
Ztráta úřadu
Nemůže-li král vykonávat své povinnosti po dobu šesti měsíců bez přerušení nebo tak nečiní, musí to vláda oznámit Říšskému sněmu. Říšský sněm rozhodne, zda má být král považován za abdikovavšího.
§ 6
Prozatímní regent v případě uvolnění trůnu a dočasné překážky
Není-li pro úřad k dispozici nikdo, kdo by vyhovoval požadavkům § 3 nebo 4, může Riksdag vládním nařízením jmenovat prozatímním regentem jinou osobu. Předseda Říšského sněmu (není-li toho schopen, pak místopředseda Říšského sněmu) vykonává funkci prozatímního regenta na základě vládního nařízení, pokud toho není schopna jiná oprávněná osoba.
§ 7
Indemnita
Král nesmí nést odpovědnost za své činy. Regent nesmí nést odpovědnost za své činy ve funkci hlavy státu.

## Následnictví trůnu
Úřad švédského krále je dědičný. Nástupnictví na trůn se řídí zákonem o nástupnictví (Successionsordningen, SO) z roku 1810, přičemž rovné dědictví v ženské linii bylo zavedeno revizí tohoto zákona v roce 1979.

## Královský dům a královská rodina
Dne 7. října 2019 podepsal král Karel XVI. Gustav rozhodnutí, že děti prince Karla Filipa a princezny Madeleine již nebudou součástí královské dynastie, ale pouze členy královské rodiny. To znamená ztrátu titulu královské výsosti, přičemž titul vévody a vévodkyně z Värmlandu zůstává nedotčen. Nemění se ani pořadí nástupnictví na trůn. Rozhodnutí vyplývá ze skutečnosti, že královská rodina by měla být omezena na osoby, které plní veřejné úkoly jménem krále. Vzhledem k tomu, že to se v budoucnu od dětí Karla Filipa a Madeleine neočekává, jsou považovány za soukromé osoby a mohou také později nastoupit do zaměstnání nebo vykonávat ekonomickou činnost, kterou by jako členové panovnického domu vykonávat nemohly.
Princ Karel Filip a princezna Madeleine se vyjádřili, že toto rozhodnutí podporují a přijímají pozitivně, neboť dává jemu a jeho dětem větší svobodu volby a příležitost utvářet svůj život jako soukromé osoby.